# Гидроксид иридия(III)
Гидроксид иридия(III) — неорганическое соединение,
гидроксид иридия с формулой Ir(OH)3,
порошок, цвета от жёлто-зелёного до синевато-чёрного,
не растворяется в воде.

## Получение
- Осаждение гидроксидами щелочных металлов раствора гексахлороиридата(III) в атмосфере углекислого газа:

{\displaystyle {\mathsf {K_{3}[IrCl_{6}]+3KOH\ {\xrightarrow {}}\ Ir(OH)_{3}\downarrow +6KCl}}}

## Физические свойства
Гидроксид иридия(III) образует осадок цвета от жёлто-зелёного до синевато-чёрного, 
склонен к образованию коллоидных растворов.
Слабо растворяется в растворах щелочей.

## Химические свойства
- При нагревании частично теряет воду:

{\displaystyle {\mathsf {Ir(OH)_{3}\ {\xrightarrow[{-H_{2}O}]{200^{o}C}}\ Ir_{2}O_{3}\cdot xH_{2}O}}}
- Быстро окисляется азотной кислотой, медленно — кислородом воздуха:

{\displaystyle {\mathsf {4Ir(OH)_{3}+O_{2}+2H_{2}O\ {\xrightarrow {}}\ 4Ir(OH)_{4}}}}